# NHL 2004
NHL 2004 es un videojuego de deportes de hockey sobre hielo desarrollado por EA Black Box y publicado por EA Sports. Es el sucesor de NHL 2003. El juego añade tres ligas de élite europeas: la Deutsche Eishockey Liga (DEL) de Alemania, la Eliteserien (SEL) de Suecia y la SM-liiga de Finlandia.

## Jugabilidad
El juego incluyó muchas mejoras en su jugabilidad (control de disco y rebote más realista y mejor control) y modos de juego (un modo de franquicia completamente reelaborado y rebautizado como "Dinastía"). Además de las mejoras en el juego, se agregó una mejora particular no relacionada con el juego. Cuando un equipo gana la Final de la Copa Stanley, se produce una celebración a gran escala. Incluía jugadores patinando sobre hielo sosteniendo la Copa sobre sus cabezas. Esto llevó a la imagen común del equipo y de los entrenadores que se aplica en la NHL. Se reproduce una canción "secreta" ("Shatterday" de Vendetta Red) mientras la animación muestra las estadísticas de los jugadores en la imagen, terminando con el capitán. Gracias a estas incorporaciones, fue elogiado como uno de los mejores juegos de la serie hasta la fecha.

## Modificación
El juego fue fuertemente modificado durante los últimos 20 años.
La comunidad más activa proporciona varias mejoras en todos los aspectos del juego: interfaz con varias características nuevas, revisión gráfica, listas de juegos actualizadas constantemente... Hay varias modificaciones disponibles como AHL, Vintage 90's mods, Euro league, etc.

## Recepción
NHL 2004 recibió críticas "favorables" en todas las plataformas según el sitio web de agregación de reseñas Metacritic.